# ماريو غاربا
ماريو غاربا (13 فبراير 1977 في سيساك في كرواتيا – )؛ هو لاعب كرة قدم سابق كان يلعب كلاعب وسط.

## وصلات خارجية
- ماريو غاربا على موقع رابطة كرة القدم اليابانية للمحترفين (اليابانية)
- ماريو غاربا على موقع قاعدة بيانات كرة القدم.إي يو (الإنجليزية)
- ماريو غاربا على موقع Soccerway.com (الإنجليزية)
- ماريو غاربا على موقع عالم كرة القدم.نت (الإنجليزية)